# Аль-Масуди
Абуль-Хасан Али ибн аль-Хусейн аль-Масу́ди (араб. أبو الحسن ، علي بن الحسين المسعودي‎, ок. 896, Багдад, — сентябрь 956, Фустат) — арабский историк, географ и путешественник. Как первый арабский автор, объединивший разрозненные прежде исторические и географические наблюдения в крупномасштабную работу энциклопедического характера, заработал прозвище «арабского Геродота». Ибн Халдун назвал его «имамом» (главой) всех историков.

## Путешествия
Сведений о жизни аль-Масуди почти не сохранилось. Из его собственных сочинений можно сделать вывод, что Аль-Масуди родился в Багдаде. Происходил из рода потомков Абдуллаха ибн Масуда — сподвижника пророка Мухаммеда. После многих лет странствий обосновался в Дамаске, но уже через два года перебрался в Фустат, где написал «Книгу указаний и наблюдений».
Аль-Масуди во время своих путешествий побывал в различных провинциях халифата Аббасидов, в Индии, на Кавказе, в регионах, прилегающих к Каспийскому морю, в Сирии, Аравии и Египте. Некоторые исследователи предполагают, что аль-Масуди также мог посетить Китай, Занзибар, острова Шри-Ланка и даже Мадагаскар. Аль-Масуди также упоминает в своих работах Древнерусское государство и Хазарию, и его работы являются важным историческим источником по истории этих стран (впрочем, некоторые его фрагменты, касающиеся правителей славян Маджака и Дира, не имеют однозначной трактовки).

## Труды
В источниках упоминается не менее двадцати работ аль-Масуди, в том числе книга о ядах. Из них по крайней мере семь касались вопросов истории и географии. Его magnum opus в 30 томах — «Известия времени» («Ахбар-аз-заман») — утрачен, равно как и приложение к нему — «Средняя книга» («Китаб аль-аусат»). Уцелело сокращённое изложение «Известий времени» с замысловатым наименованием Мурудж аззахаб ва ма’адин ал-джавахир («Золотые копи и россыпи самоцветов», в устаревшем варианте перевода «Золотые луга»). Незадолго до смерти Аль-Масуди закончил второе дошедшее до нас сочинение Китаб ат-танбих ва-л-ишраф («Книга указания и наблюдения»), где исправил и уточнил информацию, изложенную ранее.
«Золотые копи» состоят из 132 разделов.
- Первая часть начинается с сотворения мира и ветхозаветной истории. Далее Аль-Масуди трактует об общественной жизни и нравах древних народов Индии, Эллады и Рима, попутно пересказывая систему Птолемея, рассуждая о климате, календарях и величайших храмах. Наряду с перипетиями политической жизни рассматриваются социально-экономические и религиозные вопросы, причём не только исламские, но и касающиеся индуизма, зороастризма, иудаизма и христианства. Со слов выкупленного в 845 году аль-Джарми, аль-Масуди сообщает о граничащем с Византией государстве славян. Сообщив о походе русов на Каспийское море в 912—913 годах, аль-Масуди принял реальный волок за мнимую протоку, связывающую Волгу с Доном или с Азовским морем[2].
- Вторая часть «Золотых копей» не представляет такого же интереса. В ней довольно поверхностно пересказываются известные по Ат-Табари и другим авторам биографии Мухаммеда и всех халифов, причём повествование пересыпано многочисленными анекдотами.

Оба произведения аль-Масуди отличаются как наличием важных исторических подробностей, зачастую почерпнутых у античных авторов, так и изложением фантастических легенд и преданий в виде новелл, которые сродни сказкам «Тысячи и одной ночи» и, возможно, послужили одним из источников этой компиляции. Подобно другим средневековым географам, Аль-Масуди некритично воспроизводит слышанные им рассказы купцов и путешественников о далёких странах.

## Переводы
- Абу-л-Хасан `Али ибн ал-Хусайн ибн `Али ал-Мас`уди. Золотые копи и россыпи самоцветов [История Аббасидской династии: 749—947 гг.] / сост., пер. с араб., прим., комм. и указатели Д. В. Микульского. М: Наталис, 2002. 800 с. (Серия: Восточная коллекция). ISBN 5-8062-0058-2